# 第十三届东方风云榜
第十三届东方风云榜颁奖盛典于2006年3月25日晚在能容纳万余人的上海大舞台隆重举行。

## 退出颁奖事件
东方风云榜总策划人陈接章向媒体表示由于歌手陈好所在公司希望得到某奖项，但她并没有得到专家评分和观众投票的认同，所以被主办方拒绝，因此不来参与本次颁奖礼。同时也透露，某明星要求假唱而被颁奖礼拒绝。但陈好本人表示，退出颁奖一事是因为要回青岛处理家事。

## 获奖名单

### 歌迷票选
- 最受欢迎男歌手：李泉
- 最受欢迎女歌手：赵薇
- 最佳组合：羽泉
- 风云人气奖：周笔畅
- 最佳公益歌曲奖：胡彦斌《龙在飞》
- 十大金曲：
  - 张杰《北斗星的爱》
  - 许巍《旅行》
  - 何炅《看穿》
  - 周迅《大齐》
  - 李泉《下雨天》
  - 杨坤《我比从前更寂寞》
  - 陈琳《13131》
  - 周笔畅《笔记》
  - 黄征《野菊花》
  - 赵薇《我和上官燕》
- 东方新人：
  - 金奖：苟伟
  - 银奖：张含韵、黄奕、薛之谦
  - 铜奖：倪睿思、金莎、王思思

### 专家票选
- 最佳作词：文雅《我和上官燕》
- 最佳作曲：许巍《旅行》
- 最佳编曲：胡彦斌《看穿》
- 最佳专辑：羽泉《30》
- 全能艺人：周迅
- 华语五强
  - 陈琳(内地)
  - Twins(香港)
  - 王力宏(台湾)
  - 光良(马来西亚)
  - 林俊杰(新加坡)